# Кос Ана
Мавзолей Кос Ана (Зерип Сланды) — архитектурно-мемориальный комплекс на территории Байдыбекского района Туркестанской области Республики Казахстан.
Расположен в государственном национальном парке Каратау, в 120 км к северу от города Шымкент.  В мавзолее, согласно преданиям, были погребены дочь и зять (Зерип-Сланды) Бия древнего объединения уйсун Байдибек Карашаулы.
Приблизительно в 50 м от мавзолея течёт источник с водой, которая якобы обладает укрепляющими свойствами. Неподалеку от мавзолея протекает река Бала-Бугунь.
Байдибек би известен в казахском народе тем, что активно участвовал в объединении казахского народа. Согласно данным[каким?], родился на территории современного Узбекистана, в городе Ташкент в 1356 г. и умер в 1419 г..
По своему строению мавзолей изготовлен из высококачественного кирпича, окрашенного в белый цвет. Также выстроены 18 стел с именами каждого из детей Байдибека. Мавзолей имеет стиль мечети XII—XIII веков[прояснить].

## Список использованной литературы
1. Справочник туриста Туркестан. с.13
2. Информационный портал по Южно-Казахстанской области